# Medyczno-Społeczne Centrum Kształcenia Zawodowego i Ustawicznego w Toruniu
Medyczno-Społeczne Centrum Kształcenia Zawodowego i Ustawicznego w Toruniu – szkoła publiczna, prowadzona przez Samorząd Województwa Kujawsko- Pomorskiego, znajdująca się przy ul. św. Jana 1/3 w Toruniu.
Początki szkoły medycznej w Toruniu sięgają 1959 roku, kiedy to powstała Państwowa Szkoła Laborantów Medycznych z siedzibą przy ulicy Słowackiego 45/47. W 1961 roku szkoła ta wzbogaciła się o dodatkowy budynek przy ulicy Żwirki i Wigury 43/65. W 1967 roku władze miasta przyznały szkole budynek po Zasadniczej Szkole Asystentek Pielęgniarskich Polskiego Czerwonego Krzyża przy ulicy św. Jana 1/3. W kolejnych latach otwierano nowe kierunki kształcenia, m.in. terapeuta zajęciowy (1971), technik dentystyczny (1972), pracownik socjalny (1974), higienistka stomatologiczna (1975). W latach 80. XX wieku uruchomiono takie kierunki jak: higienistka szkolna (1982), instruktor higieny (1987), opiekunka dziecięca (1988). 6 grudnia 1986 roku szkole nadano imię Mikołaja Kopernika. Na przestrzeni lat szkoła zmieniała kilka razy nazwę, co podyktowane było m.in. zmianami w Ustawie o Szkolnictwie Zawodowym oraz zmianą organu prowadzącego. W obecnej formule organizacyjnej szkoła ta funkcjonuje od 1 września 2013 roku.